# Una chica del siglo XX
Una chica del siglo XX (en hangul, 20세기 소녀; RR: 20segi Sonyeo; título en inglés: 20th Century Girl) es una película surcoreana escrita y dirigida por Bang Woo-ri, y protagonizada por Kim Yoo-jung, Byeon Woo-seok, Park Jung-woo y Roh Yoon-seo.  Se estrenó el 21 de octubre de 2022 en la plataforma Netflix.

## Sinopsis
La película narra la historia del doloroso pero emocionante primer amor de una joven de 17 años, Bo-ra. En el año 1999, Bo-ra, una adolescente brillante y generosa, empieza a seguir de cerca a Baek Hyun-jin, un chico popular de su clase para hacerle un favor a su mejor amiga Yeon-doo: ella está enamorada de Hyun-jin, pero tiene que ir a Estados Unidos para someterse a un trasplante de corazón y le pide a su amiga que le dé toda clase de noticias sobre él mientras está fuera. En ese momento Bo-ra antepone la amistad al amor. La historia continúa veinte años después, en el siglo XXI.

## Reparto

### Protagonistas
- Kim Yoo-jung como Na Bo-ra. Estudiante de secundaria de 17 años, practicante de taekwondo y miembro del club de radiodifusión de su escuela.[6][7]
  - Han Hyo-joo como Bo-ra veinte años después.[8]
- Byeon Woo-seok como Poong Woon-ho. Compañero de clase de Bo-ra y miembro del club de radiodifusión.[3][7]
- Park Jung-woo como Baek Hyun-jin. El mejor amigo de Woon-ho, un hombre popular que es amado por sus compañeros de clase.[9]
- Roh Yoon-seo como Yeon-doo. La mejor amiga de Bo-ra, que tiene un amor no correspondido por Hyun-jin.[3][10]

### Reparto secundario
- Kim Sung-kyung como la madre de Na Bo-ra.[11]
- Jeong Seok-yong como el padre de Na Bo-ra.
- Lee Cheon-moo como Na Ba-da, el hermano menor de Bo-ra.
- Yoon Yi-re como 'Madam', compañera de clase de Bo-ra.
- Jeon Hye-won como 'Maldita sea', compañera de clase de Bo-ra.[12]
- Kang Chae-young.[13]

### Apariciones especiales
- Gong Myung como Jung Woon-ho, la cita a ciegas de Bo-ra.[14]
- Ong Seong-wu como Poong Jun-ho / Joseph, hermano menor de Poong Woon-ho.[15]
  - Jung Min-jun como el joven Poong Jun-ho
- Park Hae-joon como médico en la enfermería de la escuela.[16]
- Ryu Seung-ryong como el padre de Poong Woon-ho (voz).[16]
- Lee Beom-soo como maestro de escuela.[16]

## Producción
Una chica del siglo XX es el primer largometraje de la directora Bang Woo-ri, quien anteriormente había ganado el Premio al Mejor Cortometraje en los Blue Dragon Film Awards por Mr. Young-hee. El guion se inspira en recuerdos de adolescencia de la propia Bang, y por ello está ambientada en Cheongju, su ciudad natal. También se trata prácticamente del debut cinematográfico de Roh Yoon-seo, que pocos meses antes debutó también en televisión en el reparto de la serie Nuestro horizonte azul.
En la definición del reparto protagonista, Kim Yoo-jung, Byeon Woo-seok y Park Jung-woo fueron elección directa de Bang Woo-ri; Roh Yoon-seo fue descubierta a través de una audición, antes de que destacara en Nuestro horizonte azul. Para el papel de Bo-ra adulta, la elección de la directora recayó en Han Hyo-joo: se trata de la tercera ocasión en que esta y Kim Yoo-jung interpretan al mismo personaje en dos momentos distintos de su vida; las otras dos fueron las series Iljimae (2008) y Dong Yi (2010).
A principio de mayo de 2021 las agencias de los actores Kim Yoo-jung y Byeon Woo-seok anunciaron que estaban considerando positivamente participar en la película. Se anunció también que se estaban desarrollando las audiciones para completar el reparto con el objetivo de comenzar el rodaje en la segunda mitad del año. El 1 de septiembre Netflix confirmó la producción de la película y el reparto en los papeles protagonistas.
El rodaje tuvo lugar en Cheongju, provincia de Chungcheong del Norte, de octubre a diciembre de 2021.
La película se presentó en conferencia de prensa el 19 de octubre de 2022 en el CGV Yongsan I-Park Mall en Yongsan, Seúl. Al día siguiente los cuatro protagonistas participaron en una sesión de fotos para la revista Elle, que aparecerá en su número de noviembre. Fotos, vídeos y entrevistas estarán también disponibles en su sitio web y su canal de YouTube.

### Estreno
La película fue invitada al 27.º Festival Internacional de Cine de Busan y se estrenó en la nueva sección del festival llamada Korean Cinema Today - Special Premiere, el 6 de octubre de 2022. El 21 del mismo mes se estrenó en Netflix.

## Recepción
Al día siguiente de su estreno, Una chica del siglo XX alcanzó la séptima posición en la clasificación mundial de películas más vistas en Netflix. Fue la segunda en Corea del Sur, Indonesia, Singapur y Tailandia.

### Crítica
Romey Norton (Ready Steady Cut) escribe que este drama romántico está muy bien filmado y muestra una «química cálida» entre Kim Yoo-jung y Byeon Woo-seok, «que hace que el cambio de amigos cercanos a una relación romántica sea creíble y honesto». Además resalta la recreación del mundo de los últimos noventa del siglo XX.
Kim Kyung-hee (MBC Ent.) incide en este mismo elemento: la película «es un trabajo que despierta la curiosidad de las personas sobre lo que realmente significa el siglo XX para la generación actual», «cuando convivían lo analógico y lo digital». Y concluye: «el primer amor de todos puede no ser tan bonito y encantador como Una chica del siglo XX, pero extrañamente, esta obra tiene un encanto que te hace sonreír como si fuera un recuerdo de tu primer amor».
Para Claire Lee (Variety), la película «ofrece al público local una generosa ración de nostalgia, mientras alimenta el creciente apetito de los occidentales por contenido» surcoreano. A su juicio, «la forma en que terminan las cosas puede no ser popular ni convincente para algunos, ya que la película deja a algunos de sus personajes clave sorprendentemente inexplorados [...] Algunos conflictos críticos se resuelven de manera bastante abrupta y posiblemente con demasiada facilidad. Aunque su potencial no se ha desarrollado por completo, Una chica del siglo XX se las arregla para agregar al tema gastado por el tiempo del primer amor al proporcionar un examen conmovedor de lo que hace que ciertos momentos, y ciertas personas, sean inolvidables».

## Premios y nominaciones
| Año  | Premios              | Categoría              | Candidato      | Resultado | Ref.   |
| ---- | -------------------- | ---------------------- | -------------- | --------- | ------ |
| 2023 | Baeksang Arts Awards | Mejor actor revelación | Byeon Woo-seok | Nominado  | [ 31 ] |